# Schachweltmeisterschaft der Frauen 1958
Die Schachweltmeisterschaft der Frauen 1958 in Moskau war der Rückkampf um den Titel der Schachweltmeisterin zwischen Weltmeisterin Olga Rubzowa und Exweltmeisterin Jelisaweta Bykowa.
Im Jahr 1958 wurde die Weltmeisterschaft der Frauen vom 2. Februar bis 14. März im Zentralen Schachklub der UdSSR in Moskau ausgetragen. Als Hauptschiedsrichter fungierte Eino Heilimo (Finnland), unterstützt von Tamara Strandstrem (Sowjetunion). Nachdem Bykowa im Dreikampf um die Schachweltmeisterschaft der Frauen 1956 den Titel an Rubzowa verloren hatte, stand ihr das Recht auf einen Revanche-Zweikampf zu. Sie gewann überlegen mit 8,5 zu 5,5 Punkten und wurde so die erste Frau, die nach einem Titelverlust erneut Weltmeisterin wurde. Die FIDE listet sie daher als dritte und fünfte Schachweltmeisterin.
In der Folge verteidigte Bykowa nochmals 1959 den Titel, verlor ihn jedoch 1962 an Nona Gaprindaschwili, die den Titel 16 Jahre lang behalten sollte.
|                   | 1 | 2 | 3 | 4 | 5 | 6 | 7 | 8 | 9 | 10 | 11 | 12 | 13 | 14 | Total |
| ----------------- | - | - | - | - | - | - | - | - | - | -- | -- | -- | -- | -- | ----- |
| Jelisaweta Bykowa | 0 | 1 | 0 | ½ | 0 | ½ | 1 | 1 | 1 | 1  | 1  | 1  | 0  | ½  | 8½    |
| Olga Rubzowa      | 1 | 0 | 1 | ½ | 1 | ½ | 0 | 0 | 0 | 0  | 0  | 0  | 1  | ½  | 5½    |